# Генічеський ґебіт
Гені́чеський ґебі́т, окру́га Гені́чеськ (нім. Kreisgebiet Genitschesk) — адміністративно-територіальна одиниця генеральної округи Таврія райхскомісаріату Україна з центром у Генічеську. Існувала протягом німецької окупації Української РСР.

## Історія
Округу (ґебі́т) утворено 1 вересня 1942 опівдні з Генічеського, Новотроїцького і Сиваського районів тодішньої Запорізької, а нинішньої Херсонської області. 
Станом на 1 січня 1943 Генічеський ґебіт поділявся на 3 німецькі райони: район Генічеськ (нім. Rayon Genitschesk), район Новотроїцьке) (нім. Rayon Nowo Troizkoje) і район Сиваське (нім. Rayon Siwaskoje).
Із 1 травня 1942 по 1943 рік у Генічеську російською мовою друкувалося періодичне видання «Азовский вестник».
29—30 жовтня 1943 року радянські війська зайняли основну частину Генічеського району включно з адміністративним центром Генічеського ґебіту.